# 尼娜·柯蒂斯
尼娜·柯蒂斯（英語：Nina Curtis，1988年1月24日—），澳大利亚女子帆船运动员。她曾代表澳大利亚参加2012年夏季奥林匹克运动会帆船比赛，获得女子龙骨船伊利奥特级银牌。